# Coalescência (genética)

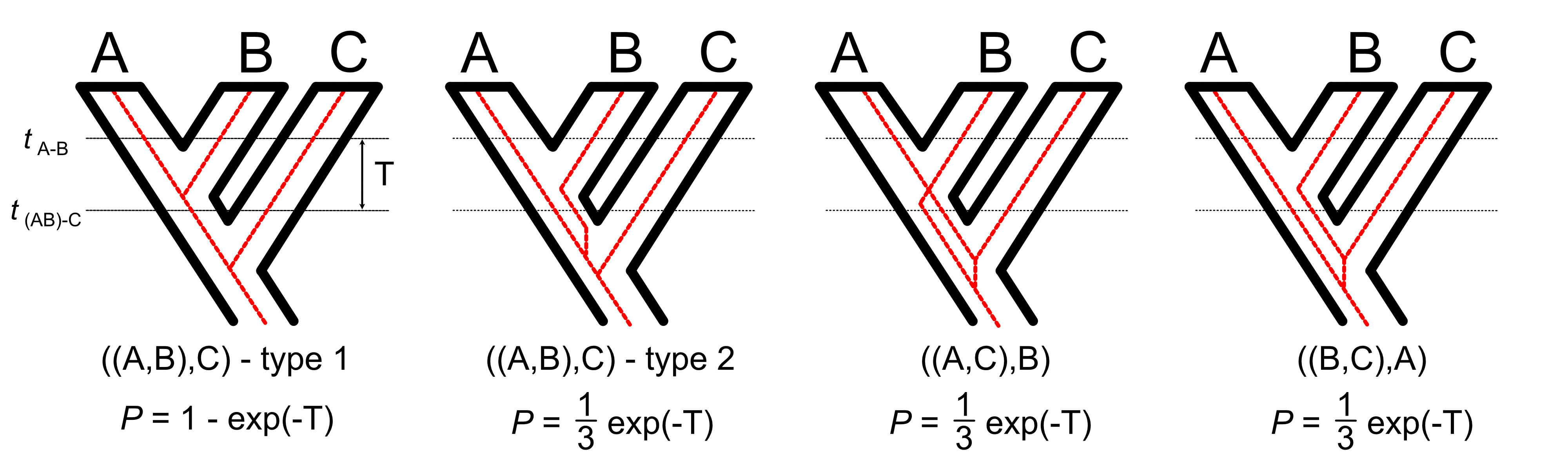
Árvore filogenética multi-espécie, mostrando a coalescência de vários genes dentro de uma mesma árvore de espécies.

O termo coalescência vem da palavra coalescer, que, segundo a definição do dicionário de Oxford, tem como significado unir intensamente; aderir, aglutinar, juntar.
A teoria da coalescência deriva do estudo da genética populacional. Trata-se de um conjunto de modelos matemáticos que procuram traçar a história de um alelo presente em uma população até um ancestral comum. A coalescência busca visualizar a população no passado, por meio do rastreio dos alelos de um gene até o início de sua propagação. Ao observar a divergência presente em uma população, é possível estimar o tempo entre o ancestral comum mais próximo e as populações atuais. Ao analisar duas linhagens populacionais em um dendrograma, é possível encontrar onde as populações se unem, ou coalescem, em um ancestral comum, ou seja, onde há um evento de coalescência.  .
Em 1982, Sir John Frank Charles Kingman propôs a teoria da coalescência. A hipótese de Kingman diz que um alelo ancestral comum tenha dado origem aos alelos presentes nas linhagens atuais. A teoria da coalescência serviu como base para estudos de genética de populações futuras, pois as ideias de coalescência só puderam ser comprovadas e utilizadas a partir da década de 1990, quando revoluções no meio tecnológico permitiram a aplicação de modelos baseados na coalescência, confirmando o que Kingman afirmava no início da década de 1980. Atualmente o modelo de Kingman é considerado um dos mais precisos quando aplicado em estudos de genética populacional com ênfase em processos evolutivos.  .

## Teoria
O principal parâmetro presente na coalescência é o tempo de coalescência, ou seja, o número de gerações necessárias para chegar em um evento de coalescência. 
A quantidade de  eventos de coalescência é mediada por uma distribuição discreta, por meio de um processo de Poisson, a cada par de genomas, há uma chance de acontecer um evento de coalescência. Já o tempo de coalescência trata-se de uma distribuição contínua.
O processo de Poisson usado para obter o número de configurações possíveis para que ocorra um evento de coalescência se dá pela seguinte fórmula.
Número de config.=i=2n(i2)=2232.....n2 
A fórmula da coalescência se dá da seguinte maneira: É feita uma amostra de tamanho n. Dentro da amostra n, são selecionadas duas possíveis sequências genômicas, considerando todas as possibilidades de sequências genômicas diferentes presentes em n, há um total de n(n-1)2 combinações possíveis para o evento de coalescência mais recente.  .
Segundo Kingman, a probabilidade de ocorrer um evento de coalescência é de 12Ne, enquanto a probabilidade de algum evento de coalescência não acontecer é de 1-12Ne. Ne pode-se traduzir no tamanho efetivo populacional. Levando em conta as informações dadas, a probabilidade do primeiro evento de coalescência acontecer é calculada por meio de  n(n-1)212Ne. .
Seguindo as ideias de Wright e Fisher, Kingman mostrou que populações finitas e tendendo ao infinito, podem ser demonstradas e modeladas pelo modelo da coalescência. .
Fórmula geral da coalescência:
Coalescência em  t= 1-12Net-112Ne
t = Tempo
2Ne = Tamanho do efetivo populacional

##### Variação Neutra
A teoria da coalescência genética também pode ser utilizada para modelar a quantidade de variações em uma mesma sequência de DNA, num valor conhecido como heterozigosidade média, que é calculada como a probabilidade da ocorrência de uma mutação dividida pela probabilidade da ocorrência de algum evento (como por exemplo uma coalescência), que é calculada pela seguinte equação: .
H= 22 +12Ne=4Ne1+4Ne=1+  
Aonde:
H = heterozigosidade média;
2 = probabilidade da ocorrência de um evento em qualquer linhagem;
Ne = tamanho do efetivo populacional.

## Aplicações
Embora a aplicação da teoria ainda seja muito recente, muitos pesquisadores estão desenvolvendo ativamente algoritmos para a análise de dados genéticos humanos que se utilizam da teoria coalescente.  .
    Muitas doenças humanas podem ser atribuídas à genética, desde distúrbios mendelianos básicos, como fibrose cística e anemia falciforme, até condições mais complexas, como câncer e transtornos psiquiátricos com base genética. Essas últimas, sendo doenças poligênicas, causadas por numerosos genes em cromossomos distintos. Por um lado, as doenças resultantes de uma única anomalia são mais fáceis de rastrear, apesar de não se ter resultados satisfatórios no tratamento dessa forma. Entender como as doenças são relacionadas aos cromossomos e como foram transmitidas através das gerações familiares é extremamente útil para compreender os processos por trás dessas doenças, fator que pode se conseguir através da análise coalescente.   .
As enfermidades genéticas e outros genes são passados de uma geração para a outra. A recombinação homóloga pode levar a transferência de de qualquer gene de um cromossomo a outro, embora seja raro que apenas um gene seja transferido. Como resultado, outros genes que estejam suficientemente próximos ao gene da doença a serem ligados a este podem ser usados para representá-la.
Os métodos de mapeamento de ligação, incluindo a teoria coalescente, podem ser usados nas doenças relacionadas a pedigree familiar, para identificar os marcadores e como esta é herdada. Estes métodos restringem a porção de genoma em que mutações deletérias podem ocorrer. Em complicações com efeitos epistáticos, natureza poligênica e fatores ambientais, os genes com aditivos são utilizados para mapear o gene e prever o risco.  
Estudos foram conduzidos correlacionando as doenças em gêmeos fraternos e idênticos, a fim de formar um modelo para a modelagem coalescente. uma vez que os gêmeos idênticos compartilham todo seu genoma ao passo que gêmeos fraternos compartilham metade de seu genoma, a correlação entre gêmeos idênticos e fraternos pode ser usado para confirmar se uma doença tem relação com a hereditariedade e se confirmado, com que intensidade.   .